# Wamos Air

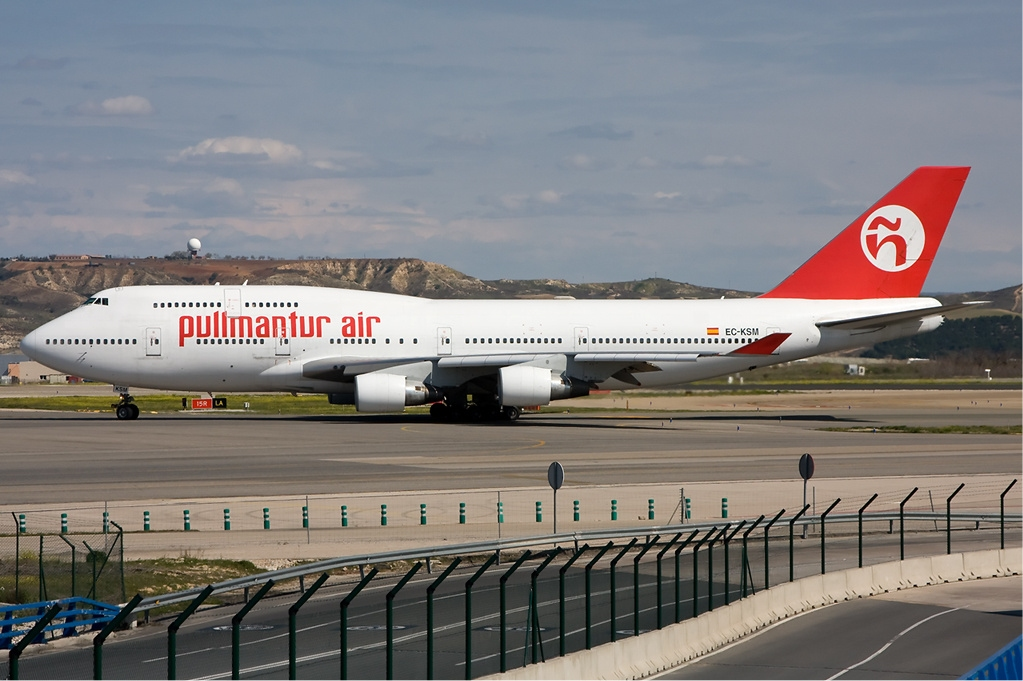
Pullmantur Air Boeing 747-400

Wamos Air (tot december 2014 Air Pullmantur) is een Spaanse luchtvaartmaatschappij met haar thuisbasis in Madrid.

## Geschiedenis
Air Pullmantur is opgericht in 2003 door Viajes Marsans. In 2006 werd zij verkocht aan Royal Caribbean Cruise Line samen met de touroperator Pullmantur.

## Vloot
Wamos Air heeft de volgende vloot (augustus 2019);
| Vliegtuig       | Aantal in dienst | Passagiers (Business/Tourist) |
| --------------- | ---------------- | ----------------------------- |
| Boeing 747–400  | 5                | 477 (26/451)                  |
| Airbus A330-200 | 7                | 273 (24/249)                  |